# Mannewitz (Pirna)
Mannewitz ist eine Wüstung im Stadtgebiet von Pirna, der Kreisstadt des Landkreises Sächsische Schweiz-Osterzgebirge. An ihrer Stelle steht das Einzelgut Mannewitz.

## Geographie
Das Dorf Mannewitz lag innerhalb der heutigen Gemarkung Pirna. Es befand sich in der Nähe der Straße von der Pirnaer Altstadt über Krietzschwitz nach Königstein (Sächsische Schweiz). Das Gut Mannewitz steht zwischen dieser heute als Krietzschwitzer Straße bzw. Bundesstraße 172 bekannten Fernverbindung und der Dr.-Friedrichs-Höhe. In Sichtweite befindet sich das Wohngebiet Sonnenstein. Das Einzelgut steht auf der Hochfläche orografisch rechts oberhalb der Gottleuba, in unmittelbarer Nähe zum Steilhang.

## Geschichte
Der Ort wurde 1296 erstmals als „Villa Manuitz“ erwähnt, 1311 taucht ein „Otto von Manewitz“ in einer Urkunde auf. Im Jahr 1337 war „Manewicz sita ante castrum Pyrne“ und wurde 1346 als Vorwerk erwähnt. Noch 1435 als „Menewitcz“ erwähnt, bezeichnete man den Ort 1513 als „Manewicz, die wuste dorfstad vor Pirne“. Damals war das Dorf demnach nicht mehr bewohnt; möglicherweise war es im 15. Jahrhundert den Hussitenkriegen zum Opfer gefallen. 
Um 1550 wurde das Vorwerk wieder neu aufgebaut, jedoch erfolgte schon während der Belagerung von Festung Sonnenstein im Dreißigjährigen Krieg 1639 die erneute Zerstörung. Das Gut wurde erneut aufgebaut und wird Mitte des 18. Jahrhunderts nach dem damaligen Besitzer Neumann als „Neumannsches Weinberggut“ bezeichnet. Die Weinberge im Umfeld des Vorwerks Mannewitz hatte der Pirnaer Stadtrat bereits im 16. Jahrhundert anlegen lassen.
Während der Befreiungskriege wurde das Gut Mannewitz 1813 auf französischen Befehl hin abgerissen, damit es russischen Truppen bei einem Angriff auf die nahe Festung Sonnenstein keine Deckung bieten konnte. Von 1819 bis 1821 erfolgte der Wiederaufbau des Gutes. Es befindet sich seit 1859 bis heute im Besitz der gleichen Familie. Bis in die heutige Zeit blieben die alten Flurnamen „Wüste Mark Mannewitz“ und „Hinter dem Gut Mannewitz“ überliefert.